# Hirofumi Moriyasu
Hirofumi Moriyasu (森安 洋文 Moriyasu Hirofumi?), född 23 april 1985 i Tokyo prefektur, är en japansk fotbollsspelare.
Moriyasu började sin karriär 2004 i Japan Soccer College. Efter Japan Soccer College spelade han för Mitsubishi Mizushima, APIA Leichhardt, Sydney FC och FC Gifu. Han avslutade karriären 2014.